# Yira Sor
Yira Sor, né le 24 juillet 2000 à Lagos au Nigeria, est un footballeur nigérian qui évolue au poste d'ailier droit au KRC Genk.

## Biographie

### En club
Né à Lagos au Nigeria, Yira Sor joue pour le club local du 36 Lion avant de rejoindre le Baník Ostrava en février 2021. Le 20 février 2021 il joue son premier match sous ses nouvelles couleurs à l'occasion d'une rencontre de championnat face au FK Pardubice. Il entre en jeu et délivre une pase décisive mais son équipe s'incline par trois buts à un.
Le 21 janvier 2022, durant le mercato hivernal, Yira Sor rejoint le Slavia Prague. Il signe un contrat courant jusqu'en juin 2026. Il joue son premier match sous ses nouvelles couleurs le 5 février 2022, lors d'une rencontre de championnat face au MFK Karviná. Il entre en jeu à la place de Ondřej Lingr et son équipe s'incline par un but à zéro. Sor se fait remarquer le 24 février 2022 en inscrivant ses deux premiers buts pour le Slavia, lors d'un match de Ligue Europa Conférence face au Fenerbahçe SK. Il contribue ainsi grandement à la victoire de son équipe ce jour-là, qui s'impose par trois buts à deux,. Yira Sor réalise un nouveau doublé dans cette compétition lors du tour suivant, contre le LASK Linz, le 10 mars 2022. Le Slavia l'emporte cette fois par quatre buts à un. Le jeune ailier nigérian impressionne lors de ce match, sa prestation étant même saluée par ses adversaires du jour, comme le milieu Peter Michorl ou l'entraîneur Andreas Wieland, impressionnés par sa vitesse notamment.
En janvier 2023, Yira Sor rejoint la Belgique afin de s'engager en faveur du KRC Genk. Le transfert est annoncé le 27 décembre 2022 et il signe un contrat courant jusqu'en juin 2027.

### En sélection
Avec les moins de 20 ans, il participe à la Coupe du monde des moins de 20 ans en 2019. Lors du mondial junior organisé en Pologne, il joue deux matchs. Le Nigeria s'incline en huitièmes de finale face au Sénégal.